# Brachschwalben
Die Unterfamilie der Brachschwalben (Glareolinae) gehört innerhalb der Ordnung der Regenpfeiferartigen in die Familie der Brachschwalbenartigen. Sie haben ein auffälliges Flugbild und leben in Feuchtgebieten, sind Zugvögel und kommen in Teilen von Europa, Afrika, Asien und Australien vor.

## Merkmale
Brachschwalben haben eine Körperlänge zwischen 17 cm (Sandbrachschwalbe) und 26 cm (Schwarzflügelbrachschwalbe). Der Name verrät bereits eine äußere Ähnlichkeit zu den überhaupt nicht verwandten Schwalben, die stärker ist als die Gemeinsamkeiten mit den tatsächlich verwandten Rennvögeln. Mit der Stelzenbrachschwalbe gibt es aber eine Art, die gestaltlich zwischen Rennvögeln und übrigen Brachschwalben vermittelt. Im Gefieder der Brachschwalben dominieren braune oder graue Farbtöne.
Der Schnabel ist kurz und gebogen. Er ist typischerweise an der Basis rot und zum Ende hin schwarz. Oft ist er beim Männchen etwas heller als beim Weibchen, der einzige äußerliche Geschlechtsdimorphismus, der dennoch kaum zur Unterscheidung der Geschlechter dient. Beim geschlossenen Schnabel bleibt eine Lücke. Die Beine sind kürzer als bei den Rennvögeln (Ausnahme: Stelzenbrachschwalbe), aber immer noch lang genug, um ein schnelles Laufen am Boden zu ermöglichen. Der Fuß ist anisodaktyl, es gibt also eine Hinterzehe, die allerdings sehr klein und erhöht ist. Die Flügel sind lang und zugespitzt. Der Schwanz ist in der Regel gegabelt; eine Ausnahme bildet auch hier die Stelzenbrachschwalbe, die wie die Rennvögel einen rechteckigen Schwanz hat.
Im Flug geben Brachschwalben sehr lautstarke Rufe von sich, die an die Schreie von Seeschwalben erinnern. Große Arten klingen schriller als die kleineren, deren Rufe melodischer erscheinen.

## Verbreitung und Lebensraum

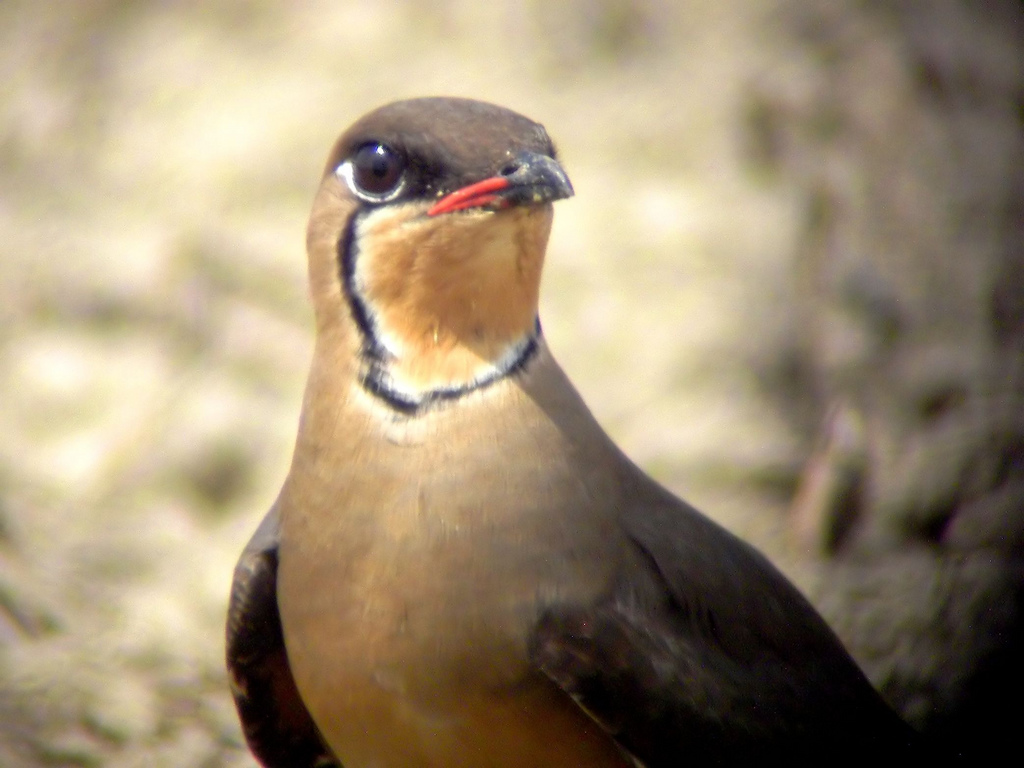
Orientbrachschwalbe (Glareola maldivarum)

Der Verbreitungsschwerpunkt der Brachschwalben liegt in Afrika und Asien. Mit der Rotflügel- und Schwarzflügelbrachschwalbe haben zwei Arten Teile ihres Verbreitungsgebiets auf dem europäischen Kontinent, erstere in Südeuropa, letztere im äußersten Südosten. Die abweichende Stelzenbrachschwalbe brütet als einzige Art auf dem australischen Kontinent. Typischer Lebensraum sind Flusslandschaften in offenem Gelände. Die Nähe von Wasser ist unabdingbar.
Viele Arten sind ausgesprochene Langstreckenzieher. Die Schwarzflügelbrachschwalbe brütet in den osteuropäischen Steppen und zieht von hier nach Ost- und Südafrika. Auch die europäischen Populationen der Rotflügelbrachschwalbe überwintern südlich der Sahara. Die Orientbrachschwalbe brütet in Ostasien und zieht im Winter bis nach Australien, während die Stelzenbrachschwalbe die umgekehrte Richtung einschlägt und von Australien nach Indonesien zieht. Die Madagaskarbrachschwalbe brütet ausschließlich auf Madagaskar, doch ihre komplette Population zieht nach der Brutzeit nach Ostafrika. Auf dem Zug überqueren Brachschwalben ungeeignete Habitate wie Wüsten und Regenwälder in sehr großer Höhe.

## Lebensweise
Sowohl während als auch außerhalb der Brutzeit leben Brachschwalben bevorzugt in Kolonien und Schwärmen. Diese haben vor allem früher eine beträchtliche Anzahl von Individuen umfasst, so konnten Verbände von Schwarzflügelbrachschwalben in den südrussischen Steppen Zehntausende Einzeltiere umfassen. Mitglieder einer Kolonie verteidigen gemeinsam Eier und Junge und attackieren im Verband Greifvögel. In den Brachschwalben-Kolonien brüten oftmals auch andere Vögel, so vergesellschaftet sich die Schwarzflügelbrachschwalbe mit dem Kiebitz und die Graubrachschwalbe mit Seeschwalben und Krokodilwächtern. Außerhalb der Brutzeit findet man Brachschwalben oft mit anderen Wasservögeln vergesellschaftet, und verschiedene Arten wie Schwarz- und Rotflügelbrachschwalben vermischen sich in den Schwärmen. Alle Brachschwalben sind vor allem dämmerungsaktiv.

### Ernährung

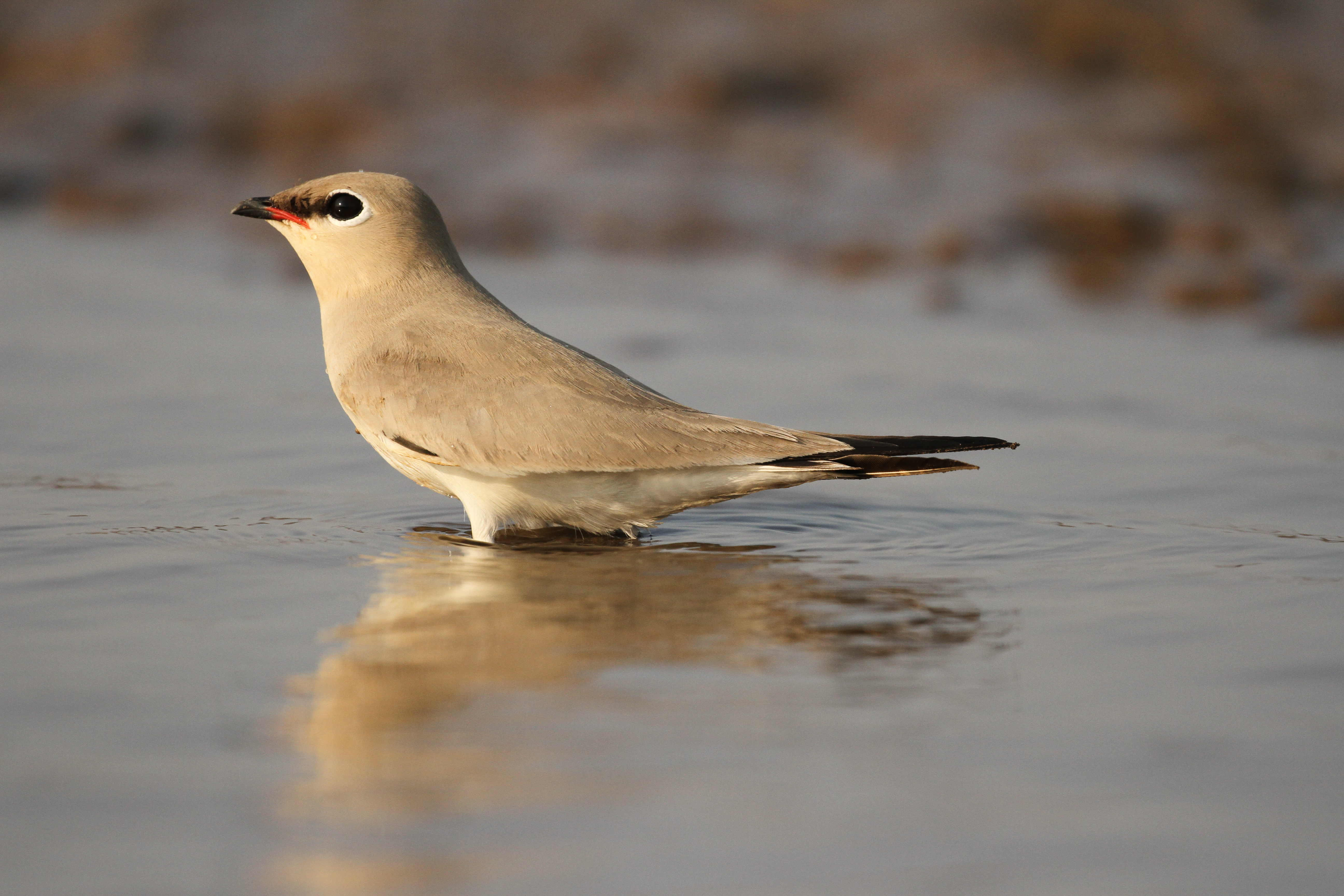
Sandbrachschwalbe (Glareola lactea)

Mit ihrem weiten Schnabel keschern Brachschwalben Insekten aus der Luft, seltener suchen sie auch andere Wirbellose am Boden. Letzteres ist besonders bei der abweichenden Stelzenbrachschwalbe noch häufig zu beobachten, die ihre Flügel einsetzt, um etwa Käfern den Weg zu versperren und sie leichter zu erbeuten. Brachschwalben finden sich ein, wenn Schwärme großer Insekten unterwegs sind. So fallen Verbände von Brachschwalben über Heuschreckenschwärme her, kreisen sie ein und erbeuten etliche der Insekten. Ebenso geschieht es mit ausschwärmenden flugfähigen Termiten. Die Rotflügelbrachschwalbe folgt in Afrika oft den Herden großer Huftiere, um von ihnen aufgescheuchte Insekten zu erbeuten. Die Halsband-Brachschwalbe findet man in afrikanischen Städten an Straßenlaternen, wo sie Jagd auf Nachtfalter macht. Ihren Flüssigkeitsbedarf decken Brachschwalben, ganz im Gegensatz zu den verwandten Rennvögeln, durch häufiges Trinken.

### Fortpflanzung
Brachschwalben sind Koloniebrüter, die Nester stehen dabei in der Regel einige Meter voneinander entfernt. Als Nest dient eine kleine Mulde auf dem Boden, die nicht weiter ausgelegt wird. Es werden ein bis vier Eier gelegt, oft sind Gelegegröße in den Tropen kleiner als außerhalb. Das gilt auch bei ein und derselben Art: So legen Populationen der Rotflügelbrachschwalbe in Europa drei Eier, in Afrika hingegen nur ein bis zwei. Beide Elternvögel brüten abwechselnd.
Bei Gefahr täuschen Elternvögel oft Verletzungen vor und locken Feinde laufend mit ausgebreiteten Flügeln vom Nest fort. Die Jungen sind zudem bereits im Alter von zwei Tagen schwimmfähig und können, sofern das Nest direkt am Wasser liegt, ins Wasser springen und einem Feind davonschwimmen.

## Menschen und Brachschwalben

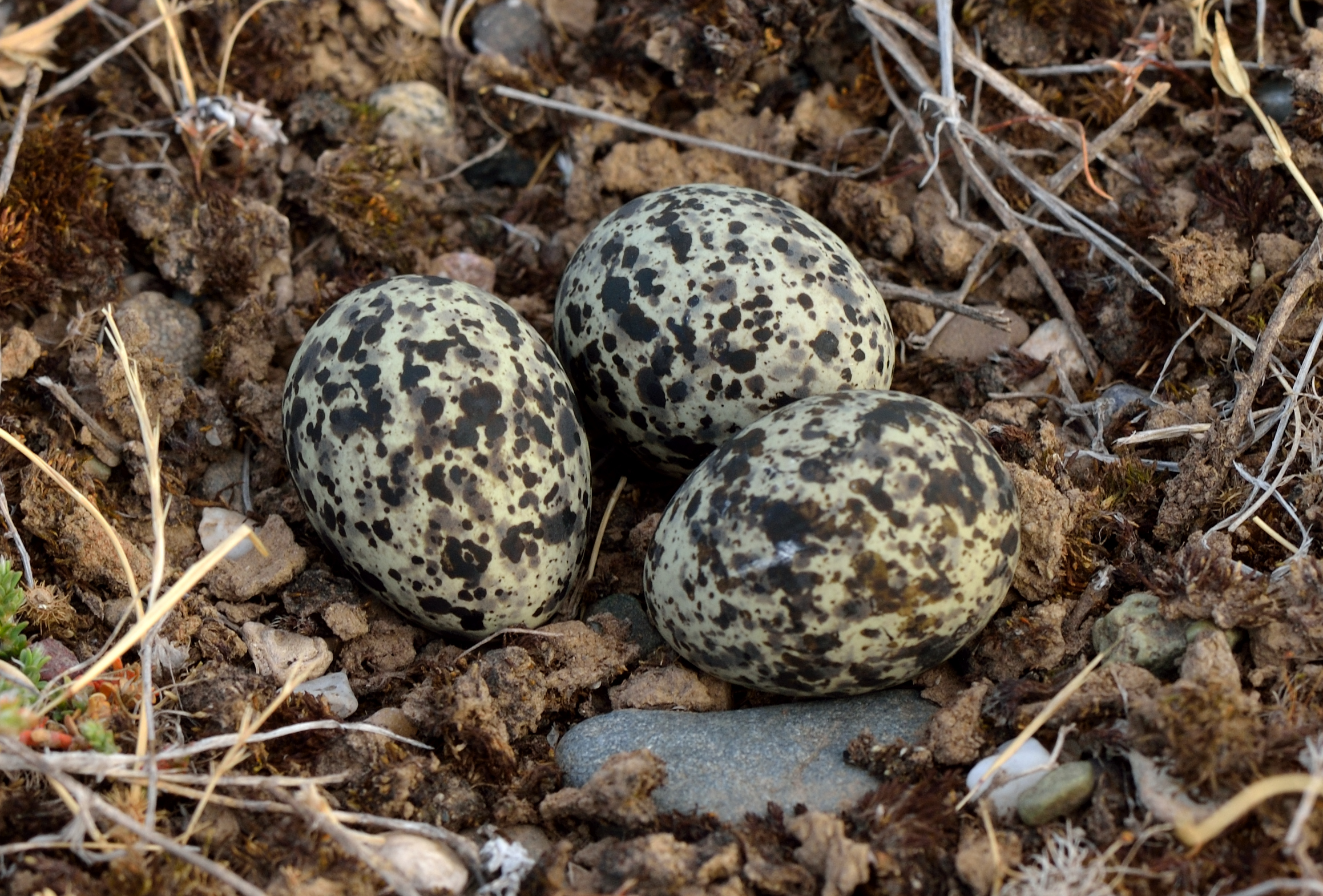
Gelege der Rotflügelbrachschwalbe (Glareola pratincola)

In Ungarn wurden früher Eier der Kolonien der Rotflügelbrachschwalbe gesammelt, bis die dortigen Populationen hierdurch zusammenbrachen. In ihren europäischen Verbreitungsgebieten sind Brachschwalben ferner durch die Umwandlung natürlicher Steppen in landwirtschaftliche Nutzflächen bedroht. Landwirtschaftliche Maschinen und große Nutztiere zerstören oft die Gelege. In Afrika und Australien gelten Brachschwalben allgemein als nützlich und werden gern gesehen, da sie Heuschreckenschwärmen folgen und diese stark dezimieren.
Während sechs der acht Arten als nicht gefährdet gelten, stuft die IUCN die Schwarzflügelbrachschwalbe als potenziell gefährdet und die Madagaskarbrachschwalbe als gefährdet ein. Ursächlich sind bei beiden Habitatverluste.

## Stammesgeschichte
Fossil sind Brachschwalben seit dem Miozän bekannt. Sowohl die rezente Gattung Glareola als auch die ausgestorbene Gattung Mioglareola waren in dieser Zeit in Europa beheimatet. Vermutet wird allerdings ein afrikanischer Ursprung der Gruppe. Die Rotflügelbrachschwalbe war noch während des Pleistozäns in Mitteleuropa verbreitet.

## Systematik

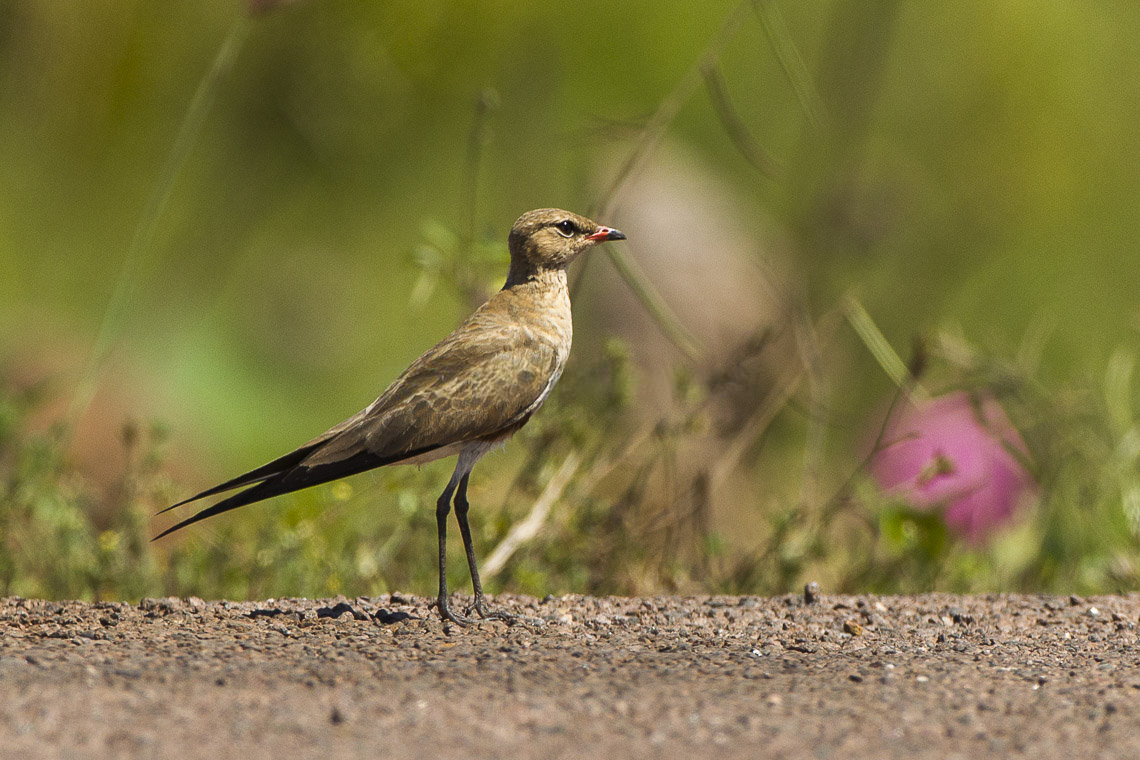
Stelzenbrachschwalbe

Es werden zwei Gattungen unterschieden. Die sieben typischen Brachschwalben werden in die Gattung Glareola gestellt. Die deutlich abweichende australische Stelzenbrachschwalbe, die gestaltlich zwischen Brachschwalben und den Rennvögeln vermittelt, repräsentiert eine eigene Gattung Stiltia:
- Glareola
  - Graubrachschwalbe (Glareola cinerea)
  - Sandbrachschwalbe (Glareola lactea)
  - Orientbrachschwalbe (Glareola maldivarum)
  - Schwarzflügelbrachschwalbe (Glareola nordmanni)
  - Halsband-Brachschwalbe (Glareola nuchalis)
  - Madagaskarbrachschwalbe (Glareola ocularis)
  - Rotflügelbrachschwalbe (Glareola pratincola)
- Stiltia
  - Stelzenbrachschwalbe (Stiltia isabella)